# Лойков Василь Григорович
Василь Григорович Лойков (1901, місто Прилуки Полтавської губернії, тепер Чернігівської області — 1988, місто Вінниця) — український радянський діяч, 1-й секретар Уманського міського комітету КП(б)У, секретар Вінницького обласного комітету КП(б)У із пропаганди. Доцент.

## Біографія
Народився у родині робітника. У 1912 році закінчив два класи школи у Прилуках. У квітні 1913 — липні 1917 року — учень шевця, швець-майстер взуттєвої майстерні у Прилуках. У липні 1917 — липні 1922 року — швець Прилуцької взуттєвої фабрики.
У липні 1922 — жовтні 1924 року — червоноармієць 5-го Полтавського полку конвойної сторожі військ ОДПУ в Прилуках і Полтаві.
У жовтні 1924 — липні 1928 року — швець-майстер Прилуцької державної взуттєвої фабрики.
Член ВКП(б) з грудня 1927 року.
У липні 1928 — червні 1930 року — курсант радянської партійної школи 2-го ступеня у Києві. У червні — вересні 1930 року — викладач економічної географії на курсах голів сільських рад у Прилуках.
У вересні 1930 — січні 1934 року — студент, аспірант Всеукраїнського інституту комуністичного виховання у Харкові. Здобув спеціальність викладача бібліографічних дисциплін.
У лютому — березні 1934 року — партійний слідчий, уповноважений Казахської крайової контрольної комісії. У березні 1934 — травні 1937 року — інструктор агітаційно-пропагандистського відділу Казахського крайового комітету ВКП(б) у місті Алма-Аті.
У травні 1937 — березні 1939 року — завідувач агітаційно-пропагандистського відділу Західно-Казахстанського обласного комітету КП(б) Казахстану. У жовтні — листопаді 1938 року — 2-й секретар Західно-Казахстанського обласного комітету КП(б) Казахстану.
У березні 1939 — грудні 1941 року — секретар із пропаганди Південно-Казахстанського обласного комітету КП(б) Казахстану в місті Чимкенті. У грудні 1941 — березні 1943 року — 1-й секретар Чимкентського міського комітету КП(б) Казахстану.
У березні 1943 — березні 1944 року — слухач Вищої школи партійних організаторів при ЦК ВКП(б) у Москві.
У квітні 1944 — 1945 року — 1-й секретар Уманського міського комітету КП(б)У Київської області.
З травня по жовтень 1945 року — слухач відділення обласних працівників Республіканської партійної школи при ЦК КП(б)У в Києві.
У жовтні 1945 (затв. у березні 1946) — 1 лютого 1951 року — секретар Вінницького обласного комітету КП(б)У із пропаганди та агітації.
У березні 1951 — лютому 1955 року — завідувач кафедри політекономії Вінницького державного медичного інституту. був звільнений із посади за «пиятику та аморальну поведінку». У лютому — вересні 1955 року — не працював.
У вересні 1955 — квітні 1957 року — директор лекційного бюро при Вінницькому обласному управлінні культури. У квітні — вересні 1957 року — не працював.
У вересні 1957 — квітні 1959 року — викладач політекономії, у квітні 1959 — жовтні 1961 року — завідувач кафедри політекономії Таджицького державного університету в місті Сталінабаді (Душанбе).
У жовтні 1961 — серпні 1966 року — доцент кафедри політекономії Вінницького державного педагогічного інституту.
З лютого 1966 року — персональний пенсіонер союзного значення у місті Вінниці, де й помер у серпні 1988 року.

## Нагороди
- два ордени «Знак Пошани» (23.01.1948)
- медаль «За доблесну працю у Великій Вітчизняній війні 1941—1945 рр.»
- медалі